# Mara Branković
Mara Valide Hatun (Vushtrri, c. 1418 — Serres, 14 de septiembre de 1487), también conocida como Madre Mara o Amerissa. Nacida como Mara Despina Branković, fue la hija del déspota serbio, Đurađ Branković y su consorte, Irene Cantacucena. Fue una de las consortes del sultán Murad II y madrastra de Mehmed II. Actuó como su Valide Hatun desde 1451 hasta la muerte de Mehmed en 1481. Ella también fue una de las figuras principales de la Caída de Constantinopla.

## Vida
Según John Van Antwerp Fine, Mara fue prometida a Murad II en junio de 1431. El compromiso fue un intento de evitar una invasión a Serbia por el Imperio Otomano, aunque las periódicas incursiones otomanas continuaron a pesar del compromiso.
El 4 de septiembre de 1435, el matrimonio se llevó a cabo en Edirne. Su dote incluyó los distritos de Dubočica y Toplica. Después de la muerte de la madre de Şehzade Mehmed, Hüma Hatun, a una edad temprana, Mara se interesó en la educación del joven príncipe. Mara fue una figura materna y cercana para el futuro Mehmed II. 
Mara, que no cambió de religión o de nombre a pesar de su matrimonio, enviudó con la muerte de Murad II en 1451 y se retiró a un monasterio en Serbia. Sin embargo, nunca cortó lazos con su hijastro Mehmed.
De acuerdo con la crónica de Jorge Frantzes, Mara fue enviada de nuevo a Serbia cuando Murad II murió, pero Mehmed ordenó que fuera traída de regreso, fichando su regreso a mitades de 1451. Frantzes registró que la viuda rechazó una propuesta de matrimonio de Constantino XI, el emperador bizantino.
Frantzes registró que cuando sus padres murieron, Mara se unió a la corte de su hijastro Mehmed II. Según D. M. Nicol, Mara mantuvo su presencia en la corte, pero también se le ofreció un estado propio en «Jezevo». Nicol identifica «Jezevo» con el moderno establecimiento de Dafni, en el Monte Athos. Cuando Mehmed se convirtió en sultán, él, a menudo, pidió consejos a ella. Su corte en el exilio de «Jezevo» incluyó a nobles serbios.
Según Nicol, Mara fue acompañada a «Jezevo» por su hermana Katerina en 1469. Las dos damas actuaron como intermediarias entre Mehmed y la República de Venecia durante la segunda Guerra Otomano-Veneciana (1463-1479). En 1471, Branković acompañó personalmente a un embajador de Venecia a la Sublime Puerta para negociar con el sultán.
Ella mantuvo su influencia sobre el nombramiento de líderes de la Iglesia ortodoxa, y permaneció influyente durante el reinado del sucesor de Mehmed, Bayezid II.
Debido a su influencia, privilegios especiales fueron ofrecidos a los cristianos griegos ortodoxos de Jerusalén, algo que luego se extendió a la comunidad del monasterio de Athos. Después de la derrota en la Batalla de Vaslui (Moldavia, 1475), Mara comentó que la batalla fue la peor derrota del Imperio otomano.

## Muerte
Mara vivió una vida feliz y tranquila, se retiró a un monasterio luego de la muerte de Mehmed junto a su hermana. Falleció el 14 de septiembre de 1487 y fue enterrada en el Monasterio de Panagia Eikosifoinissa, en Grecia.